# Луковець (притока Козарки)
Луковець (рос. Луковец) — річка в Україні, у Романівському районі Житомирської області. Права притока Козарки (басейн Дніпра).

## Опис
Довжина річки приблизно 6 км , найкоротша відстань між витоком і гирлом — 5,57 км, коефіцієнт звивистості річки — 1,08.

## Розташування
Бере початок на північному сході від Малої Козари. Тече переважно на північний захід через урочище Вичерова і на південно-східній околиці Вільхи впадає у річку Козарку, праву притоку Случі.